# امیل دوپون
امیل دوپون (انگلیسی: Émile Dupont; ۸ ژوئن ۱۸۸۷ – ۱۸ مارس ۱۹۵۹) ورزشکار ورزش تیراندازی اهل بلژیک بود.
وی در مسابقات کشوری و بین‌المللی در مجموع برندهٔ ۱ مدال نقره شده‌است.